# Ceyx lepidus
Guarda-rios-pigmeu-das-molucas ou martim-pigmeu-das-molucas (Ceyx lepidus) é uma espécie de ave da família Alcedinidae.
Pode ser encontrada nos seguintes países: Indonésia, Papua-Nova Guiné, Filipinas e Ilhas Salomão. Os seus habitats naturais são: florestas subtropicais ou tropicais húmidas de baixa altitude.